# Andrew Bird
Andrew Bird (11 de julho de 1973) é um cantor, compositor e multi-instrumentista norte-americano nascido em Chicago. Em suas performances inclui violino, guitarra, bandolim, glockenspiel e assovio.
Seu último álbum solo, "My Finest Work Yet" foi lançado em 22 de março de 2019. 

## Discografia
- Music of Hair (1996)
- Thrills (1998)
- Oh! The Grandeur (1999)
- The Swimming Hour (2001)
- Weather Systems (2003)
- The Mysterious Production of Eggs (2005)
- Armchair Apocrypha (2007)
- Noble Beast (2009)
- Break it Yourself (2012)
- Hands of Glory (2012)
- Things Are Really Great Here, Sort Of... (covers do The Handsome Family) (2014)
- Echolocations: Canyon (2015)
- Are You Serious? (2016)
- My Finest Work Yet (2019)

### Álbuns ao vivo
- Fingerlings (2002)
- Fingerlings 2 (2004)
- Fingerlings 3 (2006)
- Live In Montreal (2008)
- Fingerlings 4 (2010)

### EPs e singles
- The Ballad of the Red Shoes (2002)
- Sovay (2005)
- Live at Bonnaroo Music Festival (2006)
- Soldier On (2007)
- Fitz and the Dizzy Spells (2009)
- I Want to See Pulaski at Night (2013)

### Aparições
- Kiltartan Road – Joy to the Morning (1995)
- Kat Eggleston – Outside Eden (1996)
- Lil Ed and Dave Weld with The Imperial Flames – Keep On Walkin' (1996)
- Andrew Calhoun – Phoenix Envy (1996)
- Charlie Nobody – Soup (1996)
- Squirrel Nut Zippers – Hot (1997)
- Squirrel Nut Zippers – Perennial Favorites (1998)
- Rose Polenzani – Dragersville (1998, The Orchard)
- Pinetop Seven – Rigging the Toplights (1998)
- Extra Virgin – Twelve Stories High (1999)
- Kevin O'Donnell – Heretic Blues (1999)
- Andrew Calhoun – Where Blue Meets Blue (1999)
- Sally Timms – Cowboy Sally's Twilight Laments for Lost Buckaroos (1999)
- Squirrel Nut Zippers – Bedlam Ballroom (2000)
- The Blacks – Just Like Home (2000)
- The Handsome Family – In the Air (2000)
- Devil in a Woodpile – Division Street (2000)
- Kevin O'Donnell – Control Freak (2000)
- Neko Case – Canadian Amp (2001)
- The Verve Pipe – Underneath (2001)
- Jenny Toomey – Antidote (2001)
- Kelly Hogan – Because It Feel Good (2001)
- Sinister Luck Ensemble – Anniversary (2002)
- Abandon Jalopy – Mercy (2002)
- WYEP Live and Direct: Volume 4 - On Air Performances - Core and Rind (2002)
- Kristin Hersh – The Grotto (2003)
- The Autumn Defense – Circles (2003)
- Bonnie 'Prince' Billy – Sings Greatest Palace Music (2004)
- Bobby Bare, Jr. – From the End of Your Leash (2004)
- Nora O'Connor – Til the Dawn (2004)
- Ani DiFranco – Knuckle Down (2005)
- My Morning Jacket – Z (2005)
- Bobby Bare – The Moon Was Blue (2005)
- Emily Loizeau – London Town (2006)
- Dosh – The Lost Take (2006)
- Candi Staton – His Hands (2006)
- Magnolia Electric Co. – The Black Ram (2007)
- KFOG Live From the Archives Volume 14 (2007)
- Song of America - How You Gonna Keep 'Em Down On the Farm (2007)
- Charlie Louvin - Sings Murder Ballads and Disaster Songs (2008)
- Dosh – Wolves and Wishes (2008)
- Final Fantasy – Plays to Please (2008)
- Dianogah – Qhnnnl (2008)
- Loney, Dear - Dear John (2009)
- Dark Was The Night – The Giant of Illinois (2009)